# Šariš (pivovar)

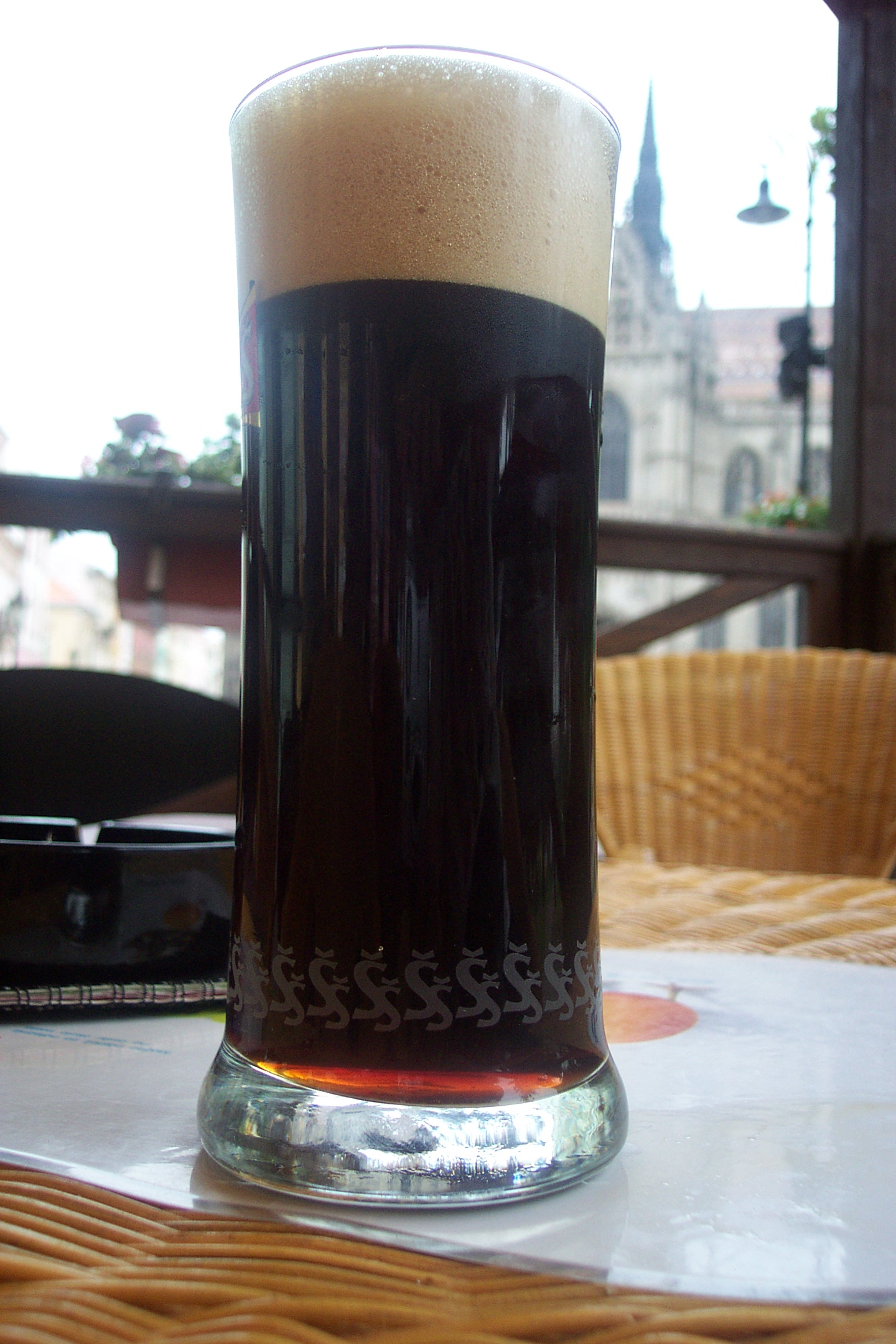
Sklenice černého Šariše

Pivovar Šariš je největší pivovar na Slovensku z hlediska objemu výroby a zároveň jeho kmenové značky.[zdroj?] Sídlí v městečku Veľký Šariš poblíž Prešova.

## Historie
Pivovar Šariš v provozu od roku 1967. Byl založen v roce 1964.[zdroj?] První várka piva tu byla uvařena 26. května 1967.[zdroj?] Od 1. ledna 2007 je Pivovar Šariš součástí pivovarnické společnosti Pivovary Topvar, jež vznikla sloučením společností Pivovar Šariš, a. s. a Topvar, a. s. a vlastnila ji druhá největší pivovarnická společnost na světě, jihoafrický SABMiller (Pivovar Šariš společnost vlastnila již od roku 1997). V roce 2016 pivovar koupila japonská společnost Asahi.

## Produkty
Pivovar Šariš produkuje tradiční slovenské značky Šariš a Smädný mních („Žíznivý mnich“) a prodává česká piva Pilsner Urquell, Radegast, Gambrinus a Velkopopovický Kozel. Ročně vystaví přes 1,2 miliónu hektolitrů piva.[zdroj?] Jeho podíl na slovenském trhu s pivem tvoří 28 %.[zdroj?] Pivovar Šariš zaměstnává 550 lidí.[zdroj?]
- Šariš
  - 8° světlé [zdroj?]
  - 11° světlé [zdroj?]
  - 10° světlé
  - 12° světlé
  - 11° tmavé [zdroj?]
  - 13° tmavé [zdroj?]
  - nízkoenergetické pivo [zdroj?]
  - bezalkoholové pivo [zdroj?]
- Smädný mních
  - 8° světlé [zdroj?]
  - 10° světlé
  - 12° světlé [zdroj?]
- Jánošík 9° světlé pivo (nevyrábí se)[6]